# Samoa-Flughund
Der Samoa-Flughund (Pteropus samoensis) ist eine mittelgroße Art der Eigentlichen Flughunde (Pteropodini) innerhalb der Fledertiere. Er lebt endemisch auf den südpazifischen Inselgruppen Samoa, Amerikanisch-Samoa und Fidschi.

## Beschreibung
Der Samoa-Flughund ist eine mittelgroße Art der Flughunde mit einer Flügelspannweite von durchschnittlich 86 Zentimetern mit einer Flügelfläche von durchschnittlich 0,11 m2 und einem Gewicht von 220 bis 440 Gramm bei den ausgewachsenen Tieren. Ein Geschlechtsdimorphismus liegt nicht vor, Männchen und Weibchen unterscheiden sich also weder in der Größe noch in der Färbung. Der Körper ist dunkelbraun, die Fellfarbe am Kopf, Nacken und Rücken variiert von sandfarben über grau bis braun. Die Haare sind dabei an ihrer Basis dunkelbraun und besitzen hellere Haarspitzen.
| 2 | · | 1 | · | 3 | · | 2 | = 34 |
| 2 | · | 1 | · | 3 | · | 3 | = 34 |

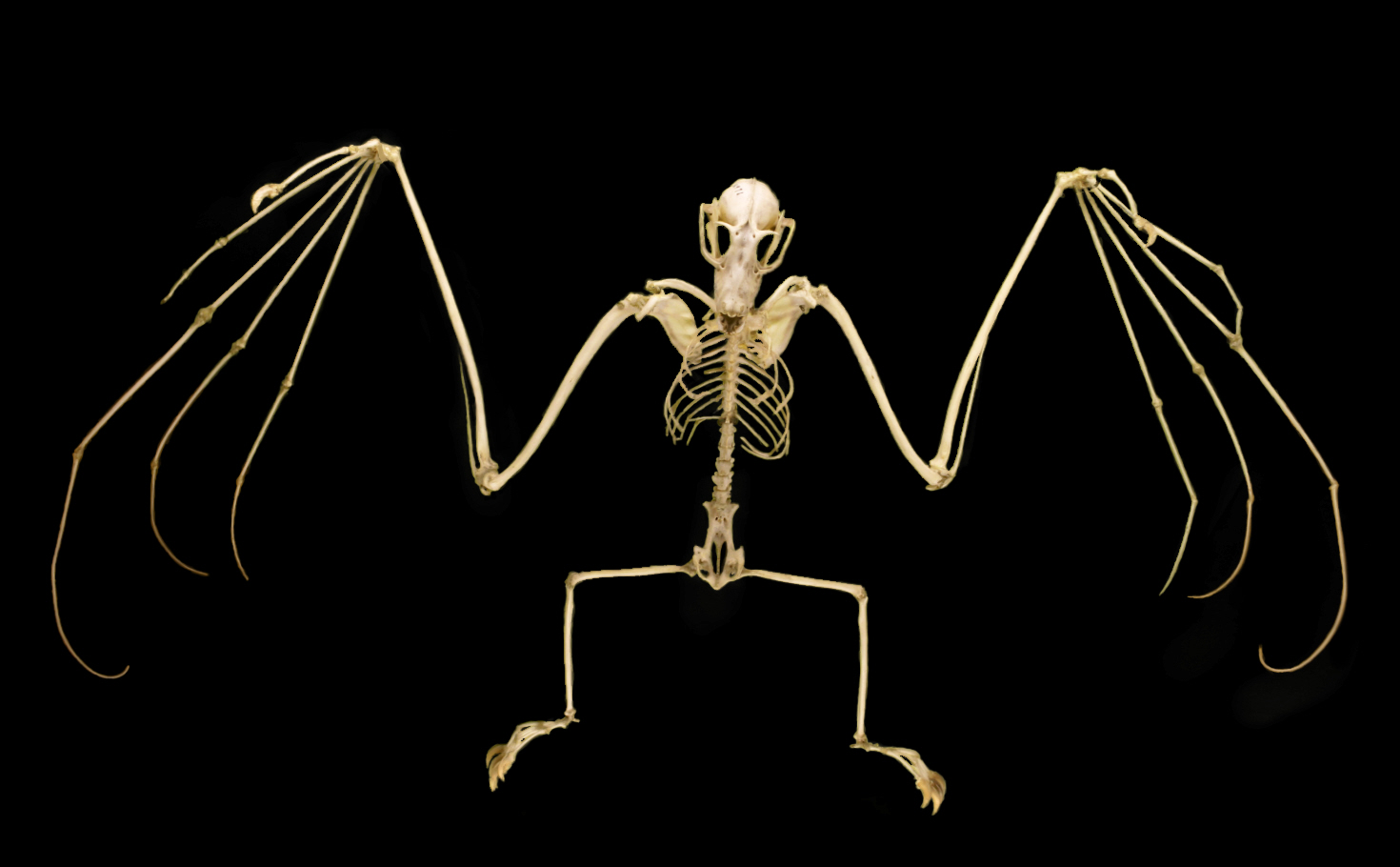
Skelett eines Samoa-Flughunds

Die Art besitzt zwei Schneidezähne (Incisivi), einen Eckzahn (Caninus), drei Vorbackenzähne (Praemolares) und zwei Backenzähne (Molares) in einer Oberkieferhälfte und zwei Schneidezähne, einen Eckzahn, drei Vorbackenzähne und drei Backenzähne in einer Unterkieferhälfte. Insgesamt besitzen die Tiere entsprechend 34 Zähne.

## Verbreitung

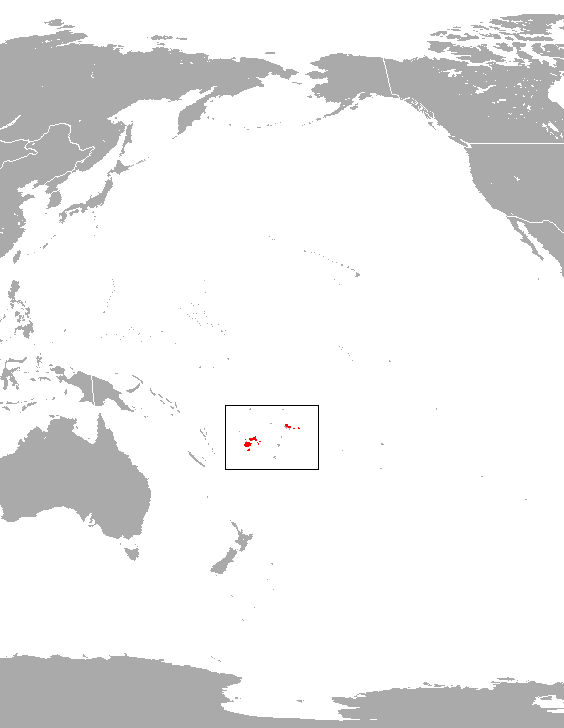
Verbreitungsgebiet des Samoa-Flughunds

Das Verbreitungsgebiet des Samoa-Flughunds ist auf die südpazifischen Samoainseln (Samoa und Amerikanisch-Samoa) und die Inseln des Staates Fidschi beschränkt. Dabei ist er in Samoa nur auf den Inseln Upolu und Savaiʻi und in Amerikanisch-Samoa auf Tutuila, Ofu und Taʻū heimisch. In Fidschi lebt er auf Vatu Vara, Cicia, Vanua Balavu, Kadavu, Ovalau, Taveuni, Vanua Levu, Viti Levu und vielleicht auf einigen weiteren mittelgroßen Inseln.
Ursprünglich war die Art auch auf Tonga heimisch, ist hier jedoch bereits kurz nach der Kolonisierung ausgestorben.
Als Lebensräume bevorzugt die Art tropische Regenwälder, in deren Blätterdach die Tiere leben. Sie kommen jedoch auch in Forstwäldern und Plantagen sowie im Bereich von Ortschaften vor.

## Lebensweise
Die Samoa-Flughunde haben ihre Schlafplätze meistens in großen, über das Kronendach des Waldes hinausragenden Bäumen. Anders als andere Flughunde bilden sie keine „Schlafgruppen“, sondern schlafen meistens nur paarweise oder in Kleinfamilien, die aus einem erwachsenen Paar und einem Jungtier bestehen.

### Nahrung
Der Samoa-Flughund ernährt sich von den Früchten und Blüten der Waldbäume in der Umgebung seiner Schlafbäume, aber auch junge Kokosnüsse, Brotfrüchte und Mangos sind ihm eine willkommene Abwechslung. Im Samoa-Archipel ist er tagaktiv und in der Dunkelheit kaum unterwegs. Im Fidschi-Archipel scheint die Art weniger ausgeprägt tagaktiv zu sein.

### Fortpflanzung
Die Paarungszeit der Samoa-Flughunde liegt im August bis Dezember, dabei kümmern sich die Weibchen während dieser Zeit häufig noch um die Jungtiere des letzten Wurfes. Sie bringen in der Regel ein einzelnes Junges zur Welt, wobei die Geburten vom März bis Oktober mit einem Schwerpunkt von Mai bis Juni stattfinden. Die Jungtiere beginnen, selbstständig zu fliegen, wenn sie etwa die Hälfte der Körpergröße ihrer Eltern erreicht haben, werden von der Mutter jedoch weiter versorgt, bis sie etwa drei Viertel der Größe haben.

## Systematik
Der Samoa-Flughund wird gemeinsam mit etwa 60 Arten in die größte Gattung der Flughunde, die Gattung Pteropus eingeordnet. Dabei werden mit Pteropus samoensis samoensis auf den Samoa-Inseln und Pteropus samoensis nawaiensis auf Fidschi zwei Unterarten unterschieden.

## Bedrohung und Schutz
Die Populationen der Art werden als relativ klein und leicht rückläufig eingestuft, die Tiere sind jedoch sowohl auf den Samoainseln wie auch in Fidschi regelmäßig anzutreffen. In den 1980er bis 1990er Jahren verzeichnete vor allem die Population in Samoa und Amerikanisch-Samoa einen dramatischen Rückgang aufgrund von Stürmen, dem Abholzen von Wäldern auf den Inseln und der direkten Bejagung.
Die Art wird entsprechend von der International Union for Conservation of Nature and Natural Resources (IUCN) seit 2008 als Art der Vorwarnliste (near threatened) eingeschätzt. Begründet wird die durch die relativ weite Verbreitung auf den südpazifischen Inseln sowie des nur geringen Rückgangs der Populationsgröße in den vergangenen Jahren. Von 1988 bis 1994 erfolgte eine Einstufung als stark gefährdete Art (endangered), danach wurde der Status bis 2008 auf gefährdet (vulnerable) zurückgestuft. Eine Beobachtung der Bestände wird von der IUCN empfohlen, die in Zukunft zu einer Neueinschätzung führen könnte.

## Belege
1. 1 2 3 4  Stacie Holmes: Pteropus samoensis im Animal Diversity Web der University of Michigan Museum of Zoology. Abgerufen: 3. Januar 2012.
2. 1 2 3 4  Sandra Anne Banack: Pteropus samoensis. In: Mammalian Species. Band 661, 2001, S. 1–4 (Online [PDF; 190 kB; abgerufen am 16. September 2021]).
3. 1 2 3 4 5 6  Pteropus samoensis in der Roten Liste gefährdeter Arten der IUCN 2011. Eingestellt von: A. Brooke, A., G. Wiles, 2008. Abgerufen am 3. Januar 2012.